# Мігел I
Міге́л I  (порт. Miguel; 26 жовтня 1802 — 14 листопада 1866) — король Португалії (1828—1834). Представник Браганського дому. Син португальського короля Жуана VI. Брат Педру IV.  Регент до прибуття в Португалію Педру IV (26 лютого по 3 березня 1828). Регент при Марії II (3 по 11 липня 1828). Керував країною під час громадянської війни 1828-1834. Зрікся престолу внаслідок поразки від лібералів під проводом Педру IV. Прізвиська — Абсолюти́ст (порт. o Absolutista), Традиціоналі́ст (порт. o Tradicionalista).

## Біографія

### Молоді роки
Третій син португальського короля Жуана VI та Шарлоти Жоакіни Іспанської. Народився в Португалії, але в 1807 році разом з родиною виїхав у Бразилію, де провів дитинство та юність.
Коли королівська сім'я повернулася в 1821 році в Португалію, Мігель, за підтримки матері, став на чолі абсолютистів. Його ім'ям названі громадянські війни в Португалії в 1823-1834 роках між прихильниками збереження конституційної монархії та прихильниками абсолютизму.
30 квітня 1824 року він заарештував міністрів та оточив вартою королівський палац. Король, однак, утік на англійському кораблі, і Мігель був змушений просити пробачення. Він був висланий з країни та оселився в Відні.

### Сходження на трон
Після смерті в 1826 році його батька, короля Жуана VI, старший брат Мігеля, Педру I Солдат, який, як бразильський імператор, не міг зайняти португальський престол, проголосив свою семирічну доньку Марію португальською королевою та оголосив її нареченою Мігеля, який до її повноліття мав бути регентом. Разом з тим країні була дана ліберальна конституція. Мігель погодився на все, присягнув конституції, заручився зі своєю племінницею та прийняв 26 лютого 1828 року регентство, але вже 13 березня розпустив конституційні кортеси, скликав старі кортеси та змусив проголосити себе королем. 

### Війна
Марно Петро оголосив брата таким, який втратив усі права і його заручення з Марією недійсним. Нарешті Петру вдалося зайняти Порту, а потім Лісабон та знову ввести туди Марію. У 1834 році Мігель змушений підписати в Еворі капітуляцію, за якою він відмовлявся від усяких домагань на престол та обіцяв ніколи не повертатися до Португалії. Незабаром, однак, він протестував проти підписаних ним актів, внаслідок чого втратив призначене йому відступне. Мігель і його нащадки були виключені з лінії спадкоємства португальського престолу. Деякий час Мігель жив в Італії, а після весілля оселився в Гейбасі на Майні. 
У 1851 році у віці 48 років Мігель одружився з Аделаїдою, принцесою фон Левенштайн-Вертгайм-Розенберг (1831-1909), від якої мав шістьох дочок і сина. Він бажав стати «дідусем Європи», що здійснилося вже після його смерті. Аделаїді вдалося вдало видати заміж їх дочок.
Кінець життя провів у Німеччині в замку Бронбах під Вертгаймом.

## Родина
Дружина —  Адельгейда (1831-1909), принцеса Левенштайн-Вертгайм-Розенберзька
Діти:
- Марія даш Невіш (1852—1941) — дружина Альфонса Карлоса, претендента на іспанський трон;
- Мігел (1853—1927) — герцог Браганса;
- Марія Тереза (1855—1944) — дружина Австрійського ерцгерцога Карла Людвіга;
- Марія Жозе (1857—1943) — дружина Баварського герцога Карла Теодора;
- Адельгунда (1858—1946) —  дружина Генріха Бурбон-Пармського;
- Марія Анна (1861—1942) — дружина герцога Люксембурзького Вільгельма IV;
- Марія Антонія (1862—1959) — дружина герцога Пармського Роберта I.

Також мав двох позашлюбних дочок.
Після смерті бездітних синів короля Карлуша I (Луїша Феліпе та Мануела II) та припинення Саксен-Кобург-Готської гілки династії Браганса нащадки Мігела знову стали претендентами на португальський трон.